# Daxòfon
El daxòfon és un instrument musical elèctric experimental de fusta de la categoria de idiòfons de fricció. Va ser inventat per Hans Reichel (1949-2011).

## Etimologia
Daxòfon (en alemany Daxophon) deriva de la paraula alemanya per a toixó: Dachs (que és pronuncia dax) i que fa referència a molts sons animals que el daxòfon és capaç de generar de manera que el nom de l'instrument s'apropa al saxòfon d'Adolphe Sax.

## Història
L'instrument es va estrenar en l'àlbum The Dawn of Dachsman de Hans Reichel l'any 1987. Fins i tot amb el segon àlbum de Hans Reichel amb el daxòfon, Shanghaied on Tor Road: la primera opereta del món realitzada a Nothing but the Daxophone, l'instrument havia quedat molt obscur. No va ser fins després del seu llançament de l'opereta Yuxo, ua new daxophone operetta, que va començar a guanyar notabilitat a través d'Internet, generant vídeos de YouTube i inspirant a altres artistes com Michael Hearst a crear els seus propis àlbums amb el daxòfon. Fins i tot avui en dia,l'instrument segueix sent bastant obscur, i com a tal no ha estat produït en massa, la qual cosa requereix que qualsevol aspirant a la taquofonista, el pugui construir pel seu propi compte. El constructor d'instruments Yuri Landman ha dissenyat un daxòfon senzill per construir si mateix.

## Construcció
El daxòfon consisteix en una peça de fusta anomenada llengua, aproximadament de 330 mm de llarg, 30 mm d'amplada i 5 mm d'alçada, fixada en un bloc de fusta (sovint unit a un trípode, però també fixat a una taula) que conté un o més micròfons de contacte. Aquest bloc de fusta té una cavitat que es talla amb un cisell per a la inserció de dos micròfons de contacte i una taula de so posada a la part superior amb els micròfons de contacte enganxats a ella. Es pot produir una àmplia gamma de timbres de veu, en funció de la forma de la llengua i del tipus de fusta. La forma de la llengua es fa amb una serra o un trencaclosques. Les fustes més denses, com el banús i el roure, produeixen un so més suau que les fustes lleugeres. Aquests sons són notables pels seus sons còmics, sovint humans.
Una altra part vital és el dax, que fa una forma corba d'uns 150 mm de llarg i 50 mm d'alçada, amb un ample personalitzat adaptat a les mans del músic i que es corba a banda i banda per permetre canviar el to sense fricció. Un costat del dax es talla segons una successió logarítmica aleatòria, mentre que l'altre es deixa sense ferros i es cobreix amb un full de cartró per tenir un so més suau i per preservar la superfície. Es foren dos forats de dits grans a través dels costats.
Reichel ha documentat la construcció de l'instrument de manera que un treballador de fusta qualificat pugui construir el seu propi instrument. Els plans es poden descarregar des del seu lloc web, amb una col·lecció de formes comprovades per a la llengua lliurada en format de fitxer d'una font, jugant així amb l'altre professió de Reichel, com a dissenyadora de tipografia.

## Ús
Normalment, el daxòfon es juga inclinant l'extrem lliure amb un arc. El més habitual és un arc de doble contra, però també es pot copejar o arrencar, cosa que propaga el so de la mateixa manera que fa una regla a la meitat de la taula. Després, les vibracions continuen fins a la base del bloc de fusta, que al seu torn és amplificada pel micròfon de contacte que hi ha. El timbre s'ajusta per on s'inclina, i al llarg de la seva longitud, es deté amb el dax. Un dels costats del dax es talla segons una successió logarítmica escollida aleatòriament. L'interval de freqüència entre cada trast de la successió canviarà a causa de la diferència d'interval de tons entre llengües, per la qual cosa el costat sense frenar, s'utilitza més sovint per reproduir tonalment en composicions conegudes.